# Mullach na Dheiragain
Mullach na Dheiragain är ett berg i Storbritannien.   Det ligger i kommunen Highland och riksdelen Skottland, i den nordvästra delen av landet, 700 km nordväst om huvudstaden London. Toppen på Mullach na Dheiragain är 982 meter över havet, eller 150 meter över den omgivande terrängen. Bredden vid basen är 4,2 km.
Terrängen runt Mullach na Dheiragain är huvudsakligen kuperad.Runt Mullach na Dheiragain är det mycket glesbefolkat, med 3 invånare per kvadratkilometer. Närmaste större samhälle är Dornie, 19,7 km väster om Mullach na Dheiragain. Trakten runt Mullach na Dheiragain består i huvudsak av gräsmarker.